# Гринвуд-Виллидж (Колорадо)
Гринвуд-Виллидж (англ. Greenwood Village) — город в округе Арапахо, Колорадо. По данным на 2005 год население города составляло 12 817 человек.

## География
По данным Бюро переписи населения площадь города составляет 21 кв. км.

## Экономика
В городе располагаются штаб-квартиры компаний Western Union и Red Robin Gourmet Burgers.